# Лугоська діоцезія
Лу́госька діоце́зія (лат. Dioecesis Lucensis in Hispania; ісп. Diócesis de Lugo) — діоцезія римського обряду Католицької церкви в Іспанії, з центром у місті Луго.  Входить до складу Компостельської церковної провінції. Суфраганна діоцезія Сантьяго-де-Компостельської архідіоцезії. Заснована 100 року. Голова — єпископ Лугоський. Центральний храм — Лугоський собор.  Площа — 7,780 км². Населення — 296,961 ос.; з них католики — 296,389 ос. (99.8%). Чинний голова — Альфонсо Карраско Роуко, єпископ Лугоський.

## Єпископи
- Альфонсо Карраско Роуко

## Статистика
Згідно з «Annuario Pontificio» і Catholic-Hierarchy.org:
| Рік  | Населення | Населення | Населення | Священики | Священики | Священики | Священики           | Диякони | Ченці    | Ченці | Парафії |
| Рік  | католики  | загалом   | %         | загалом   | секулярні | ченці     | вірних на священика | Диякони | чоловіки | жінки | Парафії |
| ---- | --------- | --------- | --------- | --------- | --------- | --------- | ------------------- | ------- | -------- | ----- | ------- |
| 1950 | 391.212   | 391.299   | 100,0     | 703       | 622       | 81        | 556                 |         | 143      | 270   | 639     |
| 1970 | 333.301   | 333.594   | 99,9      | 794       | 734       | 60        | 419                 |         | 99       | 456   | 678     |
| 1980 | 311.435   | 311.713   | 99,9      | 619       | 573       | 46        | 503                 |         | 70       | 405   | 678     |
| 1990 | 328.000   | 330.000   | 99,4      | 502       | 462       | 40        | 653                 |         | 55       | 357   | 678     |
| 1999 | 304.790   | 305.248   | 99,8      | 435       | 400       | 35        | 700                 |         | 61       | 235   | 649     |
| 2000 | 304.790   | 305.248   | 99,8      | 433       | 400       | 33        | 703                 |         | 55       | 231   | 1.138   |
| 2001 | 302.236   | 302.794   | 99,8      | 417       | 381       | 36        | 724                 |         | 47       | 316   | 1.138   |
| 2002 | 296.389   | 296.961   | 99,8      | 418       | 382       | 36        | 709                 |         | 45       | 305   | 1.138   |
| 2003 | 296.389   | 296.961   | 99,8      | 401       | 366       | 35        | 739                 |         | 44       | 331   | 1.138   |
| 2004 | 296.389   | 296.961   | 99,8      | 401       | 361       | 40        | 739                 |         | 65       | 328   | 1.138   |
| 2013 | 288.000   | 290.200   | 99,2      | 376       | 315       | 61        | 765                 |         | 83       | 235   | 1.139   |